# Duque de Caxias
Duque de Caxias város Brazíliában, Rio de Janeiro államban. Rio de Janeiro központjától kb. 20 km-re ÉNy-ra fekszik. Lakossága 874 ezer fő volt 2013-ban, ezzel Rio de Janeiro és São Gonçalo után az állam 3. legnagyobb települése.
Itt működik a Fábrica Nacional de Motores nevű gépjármű- és motorgyár.

## Képgaléria

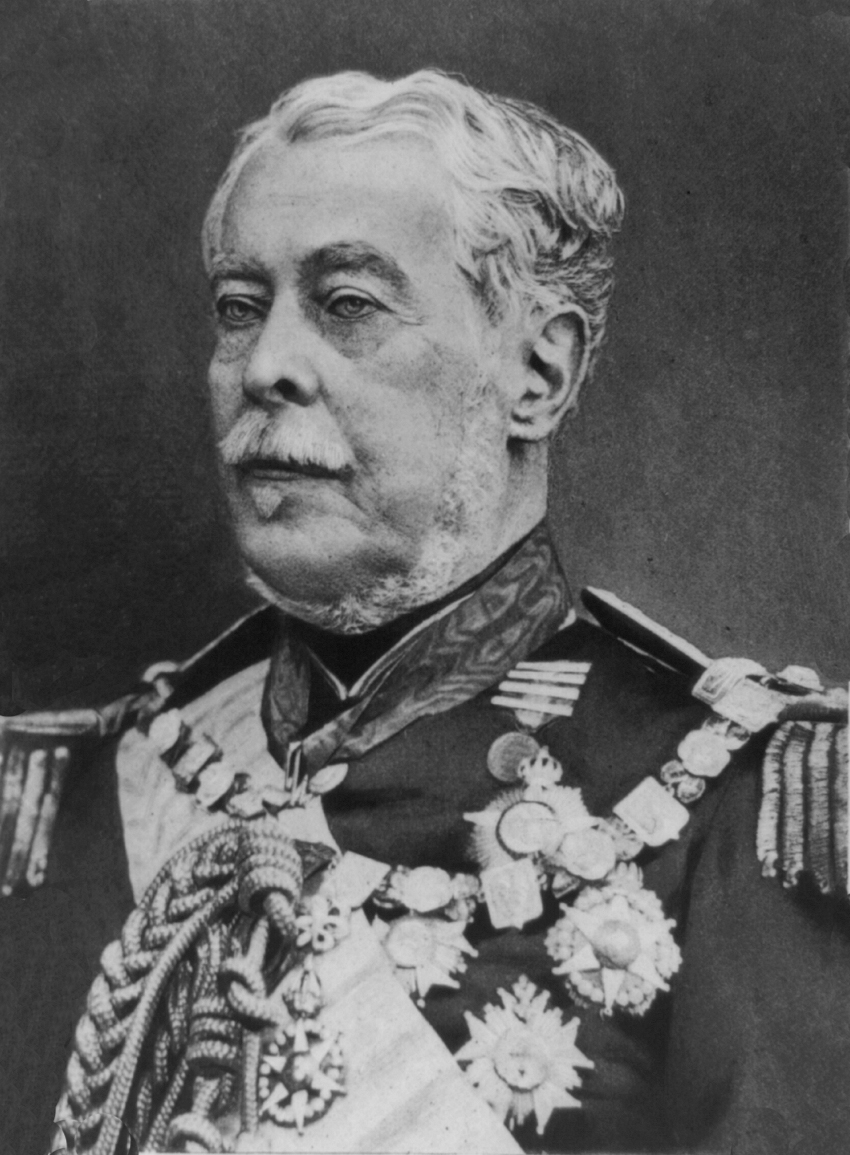
A város névadója, Luís Alves de Lima e Silva, Caxias hercege (1803-1880) brazil császári tábornok.

## Nevezetes szülöttei
- Bruna Marquezine (* 1995), modell és színésznő
- Lousiane Penha Souza Ziegler (* 1985), röplabdajátékos
- Júlio César Soares de Espíndola, labdarúgó

## Népesség
| Lakosok száma | 775 456 | 842 686 | 855 048 | 886 917 | 924 624 | 808 161 |
|               | 2000    | 2007    | 2010    | 2016    | 2020    | 2022    |

## Fordítás
- Ez a szócikk részben vagy egészben  a   Duque de Caxias című német Wikipédia-szócikk fordításán alapul.  Az eredeti cikk szerkesztőit annak laptörténete sorolja fel. Ez a jelzés csupán a megfogalmazás eredetét és a szerzői jogokat jelzi, nem szolgál a cikkben szereplő információk forrásmegjelöléseként.